# N.J.O.H. Lindström

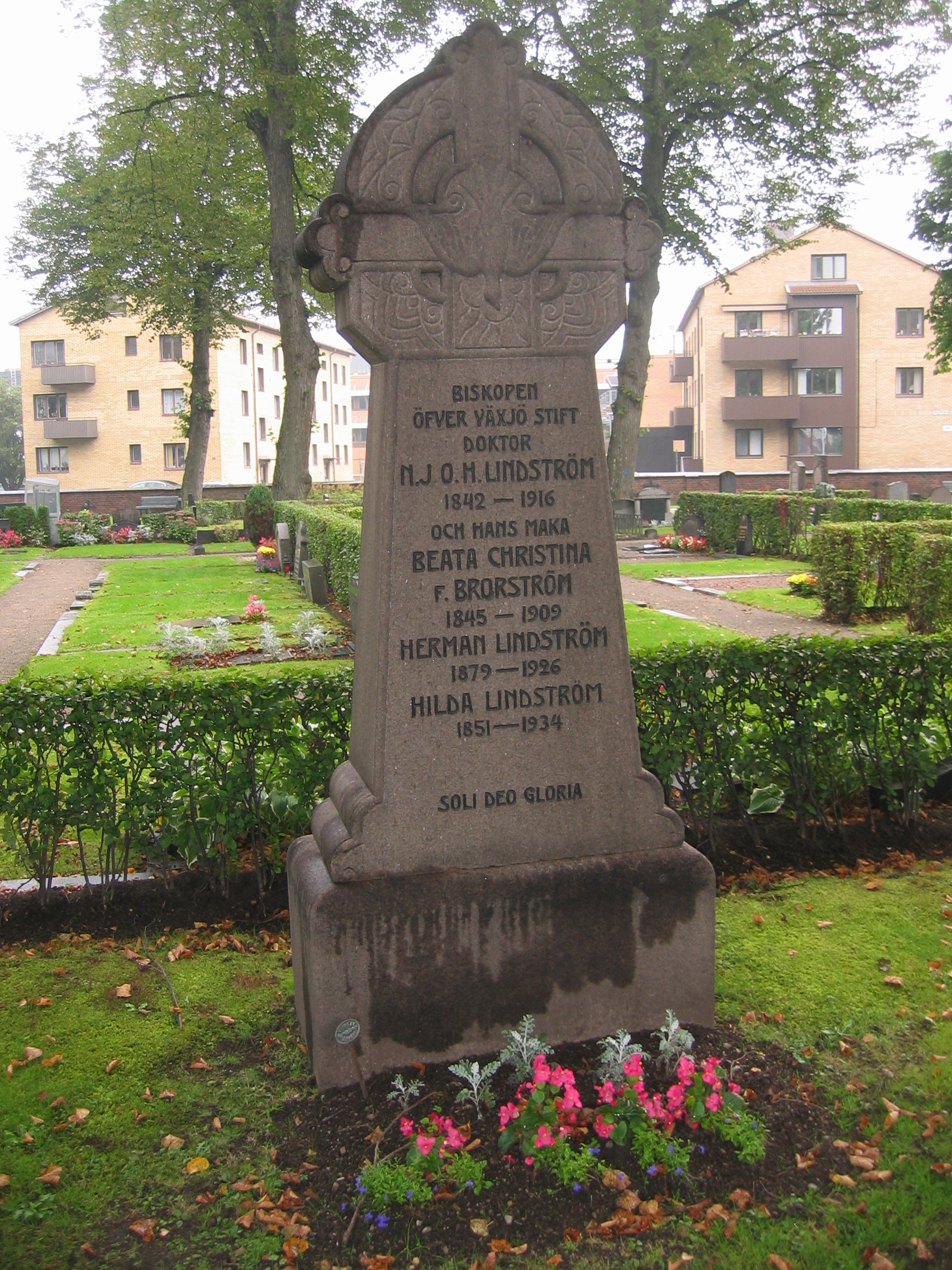
Biskop Lindströms grav på Tegnerkyrkogården i Växjö

Nils Johan Olof Herman Lindström, känd som N.J.O.H. Lindström, född 28 december 1842 i Borrby, död 12 oktober 1916 i Växjö, var en svensk biskop.  
N.J.O.H. Lindström – så skrev han sig alltid själv, och initialerna uttalades "Nio" – var biskop i Växjö stift och en av de främsta kyrkoledarna i sin samtid. Han räknades också som en av landets främsta vältalare.
Lindström blev filosofie doktor i Lund 1868, teologie kandidat 1874 och kyrkoherde i Glemminge och Tosterups pastorat 1877. Han verkade därefter som folkskoleinspektor 1878–1894 och blev extraordinarie hovpredikant 1886, kontraktsprost 1889, teologie doktor 1893 och biskop i Växjö 1894. Lindström fick stort inflytande både vid kyrkliga frågors förberedande behandling och i kyrkomötet. Han var medlem av kommittéerna för prästutbildningen 1897, för prästlönereglering 1898–1903 och domkapitlets omorganisation 1905–1906. Han var också medlem av den granskningsnämnd som 1908 utsågs för bibelöversättningsarbetet. I den 1911 tillsatta katekesnämnden var han ordförande. En årgång högmässopredikningar av Lindström utgavs 1918–1920.
Då biskopen i Kalmar stift Henry William Tottie avled 1913 blev N.J.O.H. Lindström tillförordnad biskop i Kalmar stift 1913-1915, då Kalmar stift sammanlades med Växjö stift.

## Utmärkelser och ledamotskap
- 1889 – Ledamot av Nordstjärneorden
- 1896, 1 december – Kommendör 1 kl av Nordstjärneorden
- 1904, 1 december – Kommendör med stora korset av Nordstjärneorden